# Hoplophanes chalcophaedra
Hoplophanes chalcophaedra is een vlinder uit de familie van de Heliozelidae. De wetenschappelijke naam van de soort is voor het eerst geldig gepubliceerd in 1923 door Turner.